# كيدوك كيتاوا
كيدوك كيتاوا وتعني بالإندونيسية القناع الضاحك ويعرف في هولندا بعنوان Het Lachende Masker هو فيلم أنتج سنة 1940 في الهند الشرقية الهولندية (أندونيسيا الآن). أنتجته شركة أفلام يونيون وأخرج من قبل جو أن جان (Jo An Djan). بطولة باسويكي ريسوبوو (Basoeki Resobowo)، فاطمة (Fatimah) وأويجانغ (Oedjang)، تدور أحداث الفيلم حول شاب وشابة يقومان بصد المجرمين بمساعدة رجل مقنع.
تم الإعلان عنه كـ«فيلم مزيج أندونيسي من أعمال العنف... والرومانسية الجميلة». حظي فيلم كيدوك كيتاوا بوجهات نظر إيجابية من طرف صناع السينما. بعد نجاح الفيلم، أنتجت أفلام يونيون ستة أفلام قبل أن تغلق عام 1942 بسبب الاحتلال الياباني للهند الشرقية الهولندية. عرض الفيلم حتى أغسطس من عام 1944، ثم اختفى بعد ذلك.

## القصة
في منطقة سيبوداس بمقاطعة بنتن، فتاة شابة تدعى «مينارسيه» (فاطمة) يقوم رسام إسمه«باسوكي» (باسويكي ريسوبوو) بإنقاذها من أربعة مجرمين. يقعان في الحب ثم يخططان لعيش حياتهما سويا. كان هناك رجل غني يريد من «مينارسيه» أن تكون زوجته لذا أرسل إليها عصابة لاختطافها. لم يستطع «باسوكي» التصدي لهم، لكن فيما بعد ينظم له شخص مقنع يعرف فقط باسم القناع الضاحك (أويجانغ)، الذي يمتلك قدرات عالية على القتال. بعد معركتين مع العصابة، «باسوكي» و«القناع الضاحك» ينتصران. ويعيش «باسوكي» و«مينارسيه» معاً بسلام.

## الإنتاج

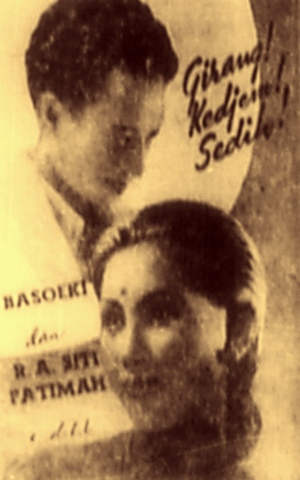
ملصق فيلم كيدوك كيتاوا يظهر إثنين من نجوم الفيلم باسويكي ريسوبوو وفاطمة

كيدوك كيتاوا كان أول فيلم تنتجه شركة أونيون للأفلام، أحد أحدث الإنتاجات لشركة «بروديكشن هاوسس»(production houses) هو فيلم تيرانج بويلانج (Terang Boelan) «لألبرت بالينك»(Albert Balink) كان سبباً في إنعاش صناعة السينما في الهند الشرقية الهولندية. كان مقر شركة أونيون يقع في منطقة برينسينلان، باتافيا (حاليا مانغا بيسار، جاكارتا)، ومُول من طرف رجل الأعمال الأندونيسي الصيني «أنج هوك لييم» (Ang Hock Liem)، وكان «تجواه ما تجوان»(Tjoa Ma Tjoen) مسؤولا عن العمليات اليومية، تم تصوير الفيلم في سيبوداس، بمافي ذلك العروض القتالية والكوميدية والغنائية.
أخرج الفيلم من قبل جو أن جان، كان فريق التمثيل يتكون من باسويكي ريسوبوو وفاطمة ومجموعة من الممثلين الأخرين من بينهم «أس بونيمان» (S Poniman) و«إيدي كوك»(Eddy Kock). أويجانغ كان ممثلاً من قبل، قبل ظهوره في الفيلم، بينما فاطمة وباسويكي كانا من المثقفين في التعليم الرسمي. مؤرخ الأفلام الأندونيسي «ميسباتش يوسا بيران»(Misbach Yusa Biran) كتب شهادة يقول فيها أن هذا الفيلم وُجه للمشاهدين المثقفين، وأن هدف «أونيون» هو تحسين نوعية الأفلام الأندونيسية.
بعد نجاح فيلم "Terang Boelan" (سنة 1937 المستمد من أميرة الغابة  The Jungle Princess)، بدأت صناعة الأفلام المحلية بصياغة إنتاجاتها بعد هوليوود، حيث كان متوقعا ضمان النجاح المالي. خبيري الأفلام الأندونسيين «إيكي إيمانجايا»(Ekky Imanjaya) و«سعيد سليم» (Said Salim) حيث كتبا أن كيدوك كيتاوا تأثر بـ«برام ستوكر» (Bram Stoker) سنة 1897 رواية «دراكولا» (Dracula) عندما دخلت إلى هوليوود. لم يعطِ أي كاتب مقارنات تظهر هذا التأثر.
كيدوك كيتاوا لم يكن الفيلم الأول الذي يظهر فيه بطل مُقنع. حيث أصدرت «تان فيلمز» فيلم بعنوان «جاجاك إيتم» (Gagak Item) (الغراب الأسود)، مع «أر دي موتشتار» (Rd Mochtar) الذي بدا كالغراب الأسود المقنع، في عام 1939، وتلته إنتاجات أخرى كـ«سريجالا إيتم» (Srigala Item) (الذئب الأسود) من شركة جاوة لصناعة الأفلام في 1941 الذي تبع الإتجاه.كما شاعت الإنتاجات المعاصرة، الموسيقى التصويرية لـكيدود كيتاوا من قبل «بونيمان» التي شملت أغاني (kroncong) «كرونكونج».

## الإطلاق والإستقبال
أطلق فيلم كيدوك كيتاوا في يوليو عام 1940، مع عرض صحفي في 20 يوليو. بحلول شهر سبتمبر عُرض الفيلم في سورابايا. ببعض الإعلانات الصحفية، كذلك في «بيماندانجان» (Pemandangan)، كان يسمى (Pendekar dari Preanger) وتعني «محارب من الغضب»، بينما أعلن عنه في مناطق أخرى بإسمه الهولندي القناع الضاحك. تم تسويقه كـ«مزيج أندونيسي من أعمال العنف... والرومانسية الجميلة» وكذلك صنف لكل الأعمار.
الناقد وكاتب النصوص السنيمائية «سايروين» (Saeroen)، كتب لـ«بيماندانجان»، ومدح «كيتوك كيتاوا»، خصوصا صناعته السينمائية وجمال مشاهده، حيث قارن الفيلم بالأفلام المستوردة من هوليوود. وفي مراجعة مجهولة على جريدة "Bataviaasch Nieuwsblad" التي قالت أن الفيلم كان مزيجا من الأحاسيس المحلية (Native Indonesians) والأوروبية كما قامت بمدح صناعته السنمائية. طبقا للمراجعة، تجاوز الفيلم التوقعات، لكن كان واضحا بأنه الإنتاج الأول. هناك مراجعة أخرى، في جريدة " Soerabaijasch Handelsblad"، التي اعتبرت الفيلم من أفضل الإنتاجات المحلية، حيث أكدت جودة صناعته السينمائية وكذلك التمثيل.

## التراث
مباشرة بعد نجاح كيتوك كيتاوا، انضم سايروين (Saeroen) لشركة أفلام يونيون وكتب أربعة أفلام لها. هذه الأفلام لم تُخرج من قبل جو أن جان، الذي ترك أفلام يونيون وانضم لمنافسه «بوبيلار فيلم» (Populair Film)، ولكن من قبل «أر هو» (R Hu) و«أر دي أريفيان» (Rd Ariffien). أنتجت شركة أونيون للأفلام ما مجموعه سبعة أفلام بين 1940 و1941 قبل أن تغلق بعد الاحتلال الياباني في أوائل 1942. الممثلان الرئيسيان في الفيلم، فقط «فاطمة» و«أويجانغ» مسجلان بالإستمرار في مهنة التمثيل، كلاهما ظهر في عدة إنتاجات أخرى لأفلام يونيون. على كل «ريسوبوو» واصل مهنته خلف الشاشة في الخمسينيات، عمل كمخرج فني في عدة أفلام مثل "Darah dan Doa" (الزحف الكبير 1950).
اختفى كيدوك كيتاوا في أواخر أغسطس عام 1944، لذلك قد يكون فيلم مفقود. في أي مكان في العالم، الأفلام في ذلك الوقت صورت باستخدام نيتروسيليلوز الغير مستقر والقابل للاشتعال، بعدها إلتهمت النيران وأتلفت معظم الأفلام في مخزن «برودوكسي فيلم نيجارا» (Produksi Film Negara) عام 1952، الأفلام القديمة التي صورت باستخدام نيتروسيليلوز أتلفت عمدا. وعالم البصريات الأمريكي «ارل جي. هيدر» (Karl G. Heider) يقول أن الأفلام الأندونيسية المنتجة قبل 1950 كلها مفقودة،«جي.بي كريستانتو» (J.B. Kristanto Katalog Film Indonesia) إحتفظت ببعض التسجيلات في «سنيما تيك أندونيسيا» (Sinematek Indonesia)، كما كتب «بيران» (Biran) قائلا أن بعض أفلام الدعاية اليابانية بقيت في «خدمات هولندا المعلوماتية الحكومية».

## هوامش
1. ↑  بيران (2009, p. 244) يذكر أن فاطمة كانت "متعلمة" (  terpelajar ) دون تحديد درجة تعليمها. وكان باسويكي عمل سابقا كمدرس.
2. ↑  الأصل: "... لرفع رتبة الفن أندونيسيا."
3. ↑  كذلك يعني هذا العنوان "القناع الضاحك".
4. ↑  الأصل: "... المزيج الاندونيسي من أعمال العنف والرومانسية الجميلة;...".